# Чудовище, погубившее мир
«Чудовище погубившее мир» — студийный альбом рэп-исполнителя Славы КПСС, выпущенный 27 ноября 2020 года на лейбле «DNK Music». Автор называет этот альбом лучшим в своей карьере на тот момент.

## История создания
Первое упоминание об альбоме было на микстейпе «Оттенки барда» на треке «Не гомофоб». 10 июля 2020 года твиттер-аккаунте исполнителя появляется первая информация о названии альбома.
13 ноября синглом вышла песня «Чучело», в день выхода вышло 2 клипа на эту песню: анимированный и обычный. Анимационный клип является данью уважения детскому поэту и переводчику Михаилу Яснову. В полночь на 27 ноября вышел сам альбом.
Этот альбом должен был быть последним под псевдонимом Слава КПСС, после которого планировалось завершить карьеру рэпера.

## Об альбоме
В интервью изданию The Flow Слава о причинах появления альбома сказал: 
Целый спектр причин. Это было наше с Сашей болезненное расставание. Я остался один… Сама концепция альбома — это такое мироощущение, когда ты чувствуешь себя чудовищем, которое испортило буквально все. Сейчас я не считаю себя виноватым. Но в тот момент, когда все это произошло, я всю вину мира на себя навесил. Получается, что половина этих песен написана в том состоянии, когда я себя винил. Себя же воспринимал «чудовищем, погубившим мир». Некоторые песни передают то состояние моего сознания, которое привело к некоему экзистенциальному краху. А вторая половина песен — это уже про выход из этого состояния.
Песня «Могилам II» является сиквелом песни «Могилам» с альбома «Катафалка». Если первая часть воспринимает смерть близкого человека как большую утрату, то во второй части Слава КПСС смерть воспринимает более цинично. Песня «Вечное возвращение» отсылает на философию Ницше.

## Список композиций
| №   | Название                                                                                                | Длительность |
| --- | --- | ------------ |
| 1.  | «Чудовище погубившее мир»                                                                               | 2:49         |
| 2.  | «Чучело»                                                                                                | 3:26         |
| 3.  | «В хрущевских и брежневских домах»                                                                      | 3:18         |
| 4.  | «Мертвый игрок»                                                                                         | 3:49         |
| 5.  | «Лёд выдержит»                                                                                          | 3:04         |
| 6.  | «ЧДПБЛ»                                                                                                 | 2:54         |
| 7.  | «Могилам II»                                                                                            | 2:34         |
| 8.  | «Вечное возвращение»                                                                                    | 3:39         |
| 9.  | «Остров»                                                                                                | 4:02         |
| 10. | «Комната»                                                                                               | 3:46         |
| 11. | «Мальчиш плохиш»                                                                                        | 3:37         |
| 12. | «Похоронка»                                                                                             | 3:42         |
| 13. | «Домики у моря»                                                                                         | 3:20         |
| 14. | «Больно»                                                                                                | 2:38         |
| 15. | «Я убью себя»                                                                                           | 2:42         |
| 16. | «Ни надежды, ни Бога, ни хип-хопа» (совместно с Замай, СД, Макулатура, GSPD, DEAD BLONDE, Ленина Пакет) | 11:56        |